# Ocotic
Ocotic är en ort i Mexiko.   Den ligger i kommunen Cuquío och delstaten Jalisco, i den centrala delen av landet, 400 km väster om huvudstaden Mexico City. Ocotic ligger 1 859 meter över havet och antalet invånare är 416.
Terrängen runt Ocotic är platt åt sydost, men åt nordväst är den kuperad. Runt Ocotic är det ganska glesbefolkat, med 23 invånare per kvadratkilometer. Närmaste större samhälle är San Gabriel, 8,4 km öster om Ocotic. Trakten runt Ocotic består till största delen av jordbruksmark.